# Єфремковська
Єфремковська (рос. Ефремковская) — присілок в Вельському районі Архангельської області Російської Федерації.
Населення становить 281 особу. Входить до складу муніципального утворення Пакшеньгське муніципальне утворення.

## Історія
Від 1937 року належить до Архангельської області.
Від 2004 року належить до муніципального утворення Пакшеньгське муніципальне утворення.

## Населення
| 2002 | 2010 | 2012 | 2014 |
| ---- | ---- | ---- | ---- |
| 256  | ↘217 | ↘215 | ↗281 |